# الکس اوبرایان
 الکس اوبرایان (انگلیسی: Alex O'Brien؛ زاده ۱۳ ژوئیهٔ ۱۹۷۰) یک تنیس‌باز اهل ایالات متحده آمریکا است.